# Jyri Aalto
Jyri Tapani Aalto (* 11. Juli 1969 in Helsinki) ist ein finnischer Badmintonspieler.

## Karriere
Jyri Aalto nahm 2000 im Herreneinzel an Olympia teil. Nach einem Freilos in Runde eins verlor er sein folgendes Spiel und wurde somit 17. in der Endabrechnung. National gewann er fünf Titel in seiner Heimat Finnland. In der Saison 2000/2001 wurde er als Legionär deutscher Mannschaftsmeister mit dem BC Eintracht Südring Berlin.

## Sportliche Erfolge
| Saison    | Veranstaltung                     | Disziplin    | Platz | Name |
| --------- | --------------------------------- | ------------ | ----- | --- |
| 1994      | Finnland: Einzelmeisterschaften   | Herrendoppel | 1     | Jyri Aalto / Jari Eriksson |
| 1995      | Finnland: Einzelmeisterschaften   | Mixed        | 1     | Jyri Aalto / Nina Sarnesto |
| 1996      | Weltmeisterschaften der Studenten | Herreneinzel | 3     | Jyri Aalto |
| 1998      | Finnland: Einzelmeisterschaften   | Mixed        | 1     | Jimm Aalto / Nina Sarnesto |
| 1999      | Finnland: Einzelmeisterschaften   | Herreneinzel | 1     | Jyri Aalto |
| 2000      | Finnland: Einzelmeisterschaften   | Herreneinzel | 1     | Jyri Aalto |
| 2000      | Olympia                           | Herreneinzel | 17    | Jyri Aalto |
| 2000/2001 | Deutsche Mannschaftsmeisterschaft | Mannschaft   | 1     | BC Eintracht Südring Berlin (Vladislav Druzchenko, Karina de Wit, Rikard Magnusson, Lotte Jonathans, Jyri Aalto, Anja Weber, Peter Axelsson, Catrine Bengtsson, Jens Eriksen, Henrik Andersson, Bram Fernardin, Torsten Ost) |
| 2001      | Finnland: Einzelmeisterschaften   | Herreneinzel | 1     | Jyri Aalto |
| 2001      | Estonian International            | Herreneinzel | 1     | Jyri Aalto |
| 2002/2003 | Deutsche Mannschaftsmeisterschaft | Mannschaft   | 2     | BC Eintracht Südring Berlin (Vladislav Druzchenko, Rikard Magnusson, Jyri Aalto, Peter Axelsson, Jens Eriksen, Henrik Andersson, Bram Fernardin, Torsten Ost, Karina de Wit, Lotte Jonathans, Anja Weber, Catrine Bengtsson) |